# Hornstulls strand

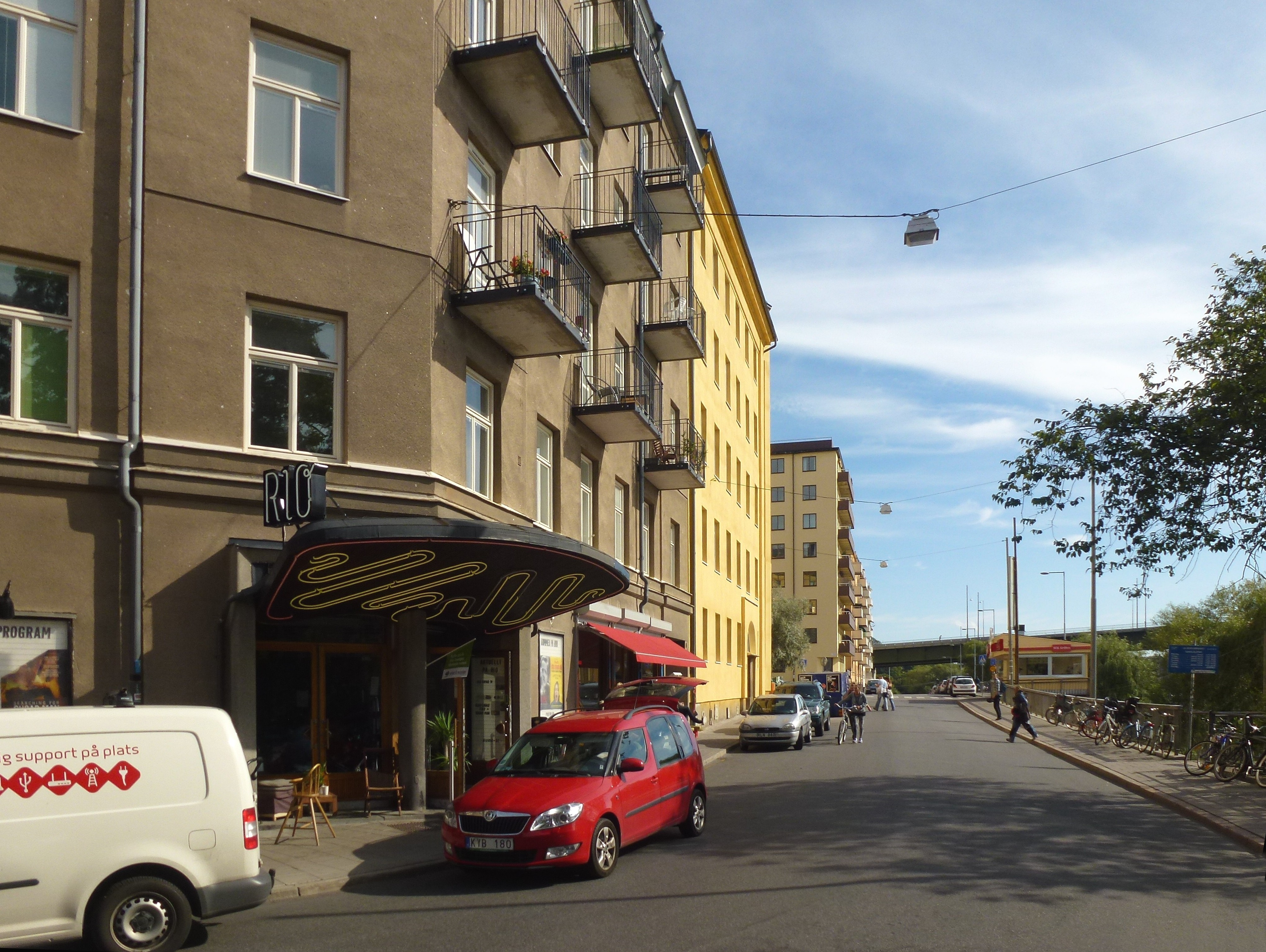
Hornstulls strand vid Biografen Rio.

Hornstulls strand är en gata och en promenadväg på västra  Södermalm i Stockholm. Gatan fick sitt nuvarande namn 1963 och ersatte då det äldre namnet Årsta strand.

## Beskrivning
Gatan är, liksom platsen Hornstull, uppkallad efter en av Stockholms tullar vars tullhus och tull låg i närheten. År 1770 byggdes porthus och portvalv av sten vid dåvarande flottbrons (nuvarande Liljeholmsbron) landfäste på Södermalm. Tullbevakningen upphörde 1845 och tullhuset revs 1905.
Hornstulls strand sträcker sig cirka 300 meter från Liljeholmsbron västerut. Vid Hornstull strand 3 återfinns biografen Rio, invigd 1943 och nedläggningshotad under många år, sedan kvartersbiograf och numera ägd av Folkets hus och parker. 
Nedanför gatan mot Liljeholmsviken leder en promenadstig längs vattnet. Här ligger Liljeholmsbadet från 1930 och här fanns under några år i början av 2000-talet en "Street Market", kallad STREET. Lördag och söndag från april till september pågår här "Hornstulls Marknad" med bland annat loppis och ett tiotal food trucks. Promenadstigen fortsätter under Liljeholmsbron längs Årstaviken österut förbi Drakenbergsparken och slutar ungefär i höjd med Årstabron. 

## Bilder

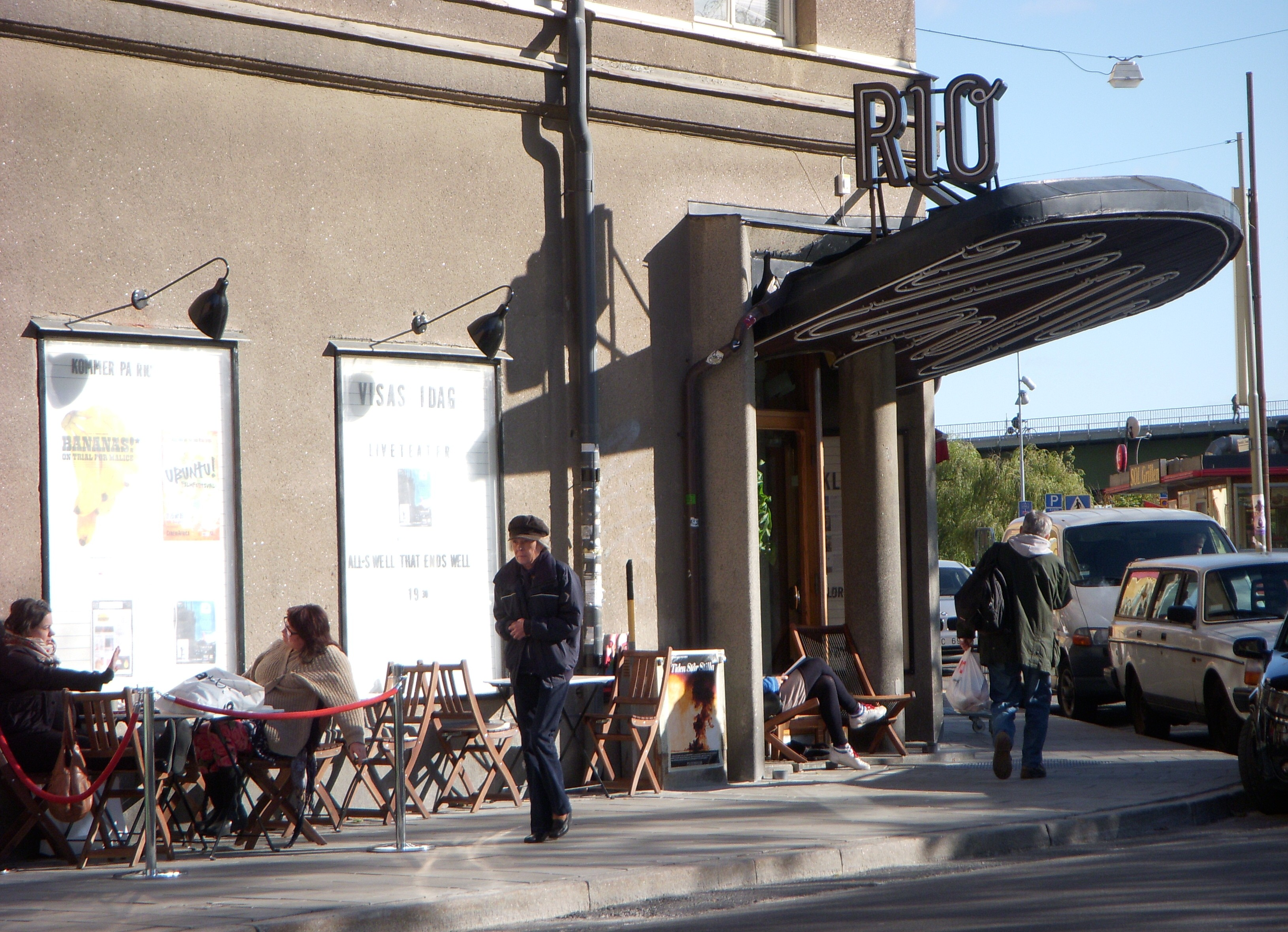
Biografen Rio i oktober 2009.
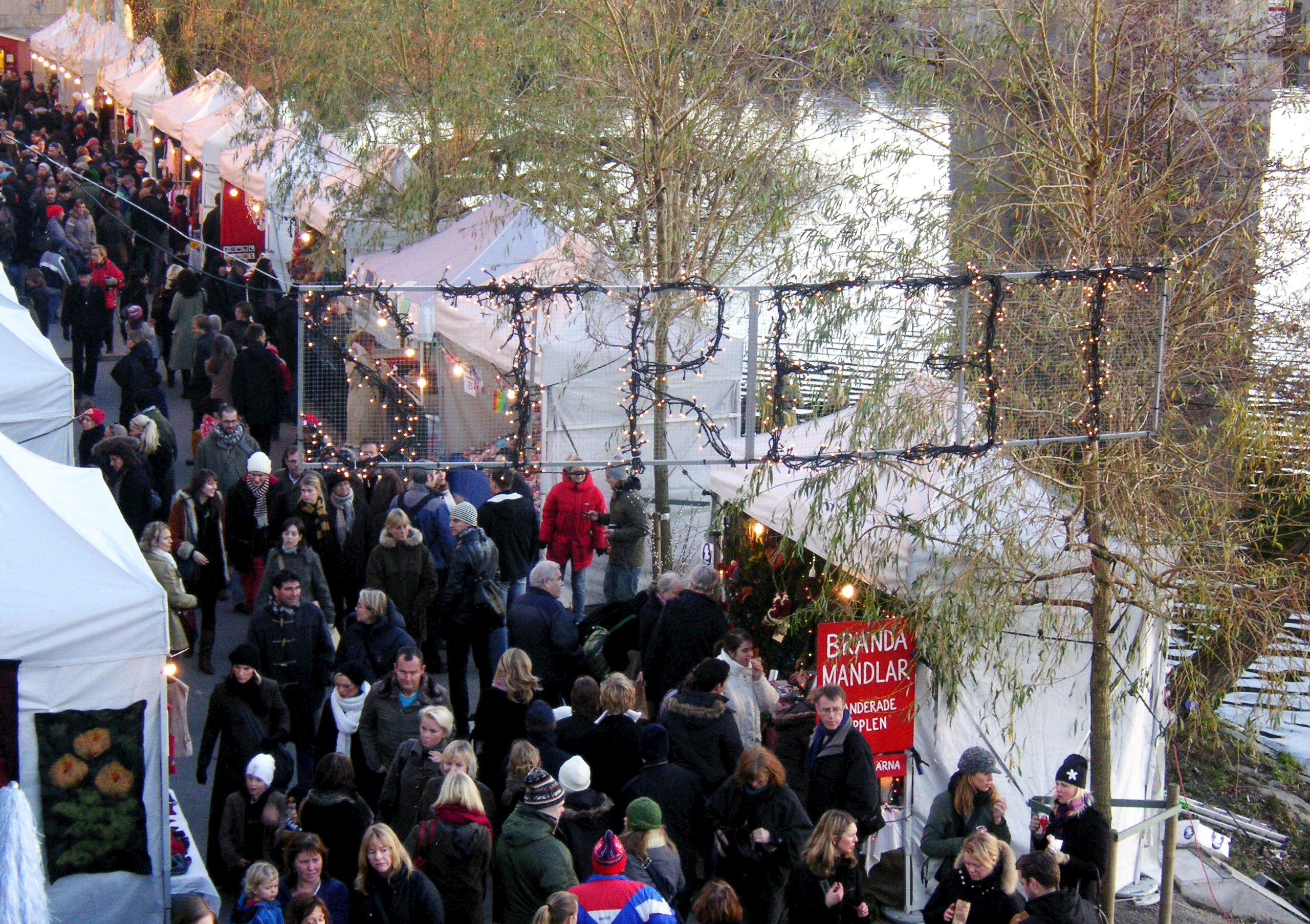
Julmarknad "Street" 2006.
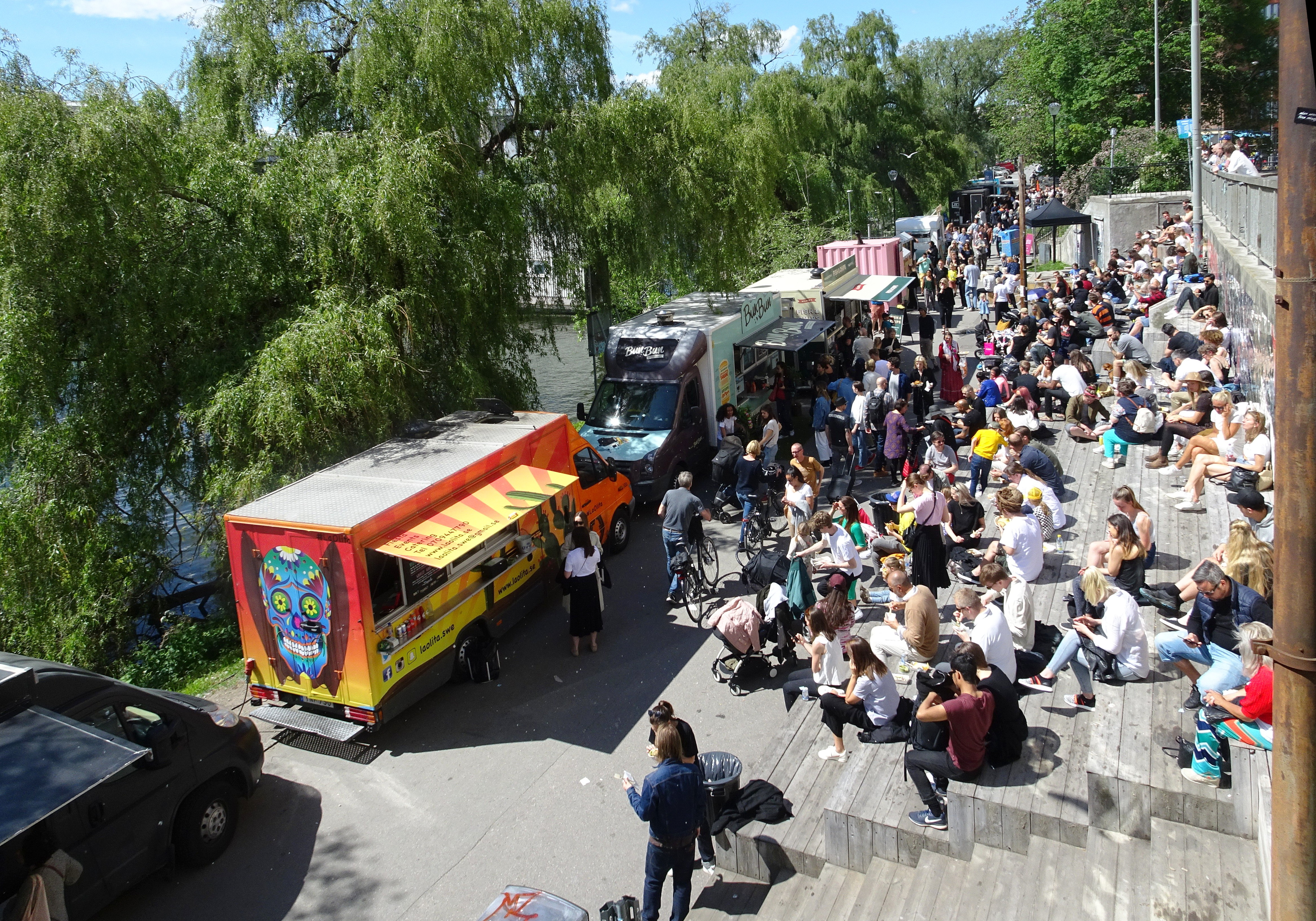
"Hornstulls Marknad" 2019
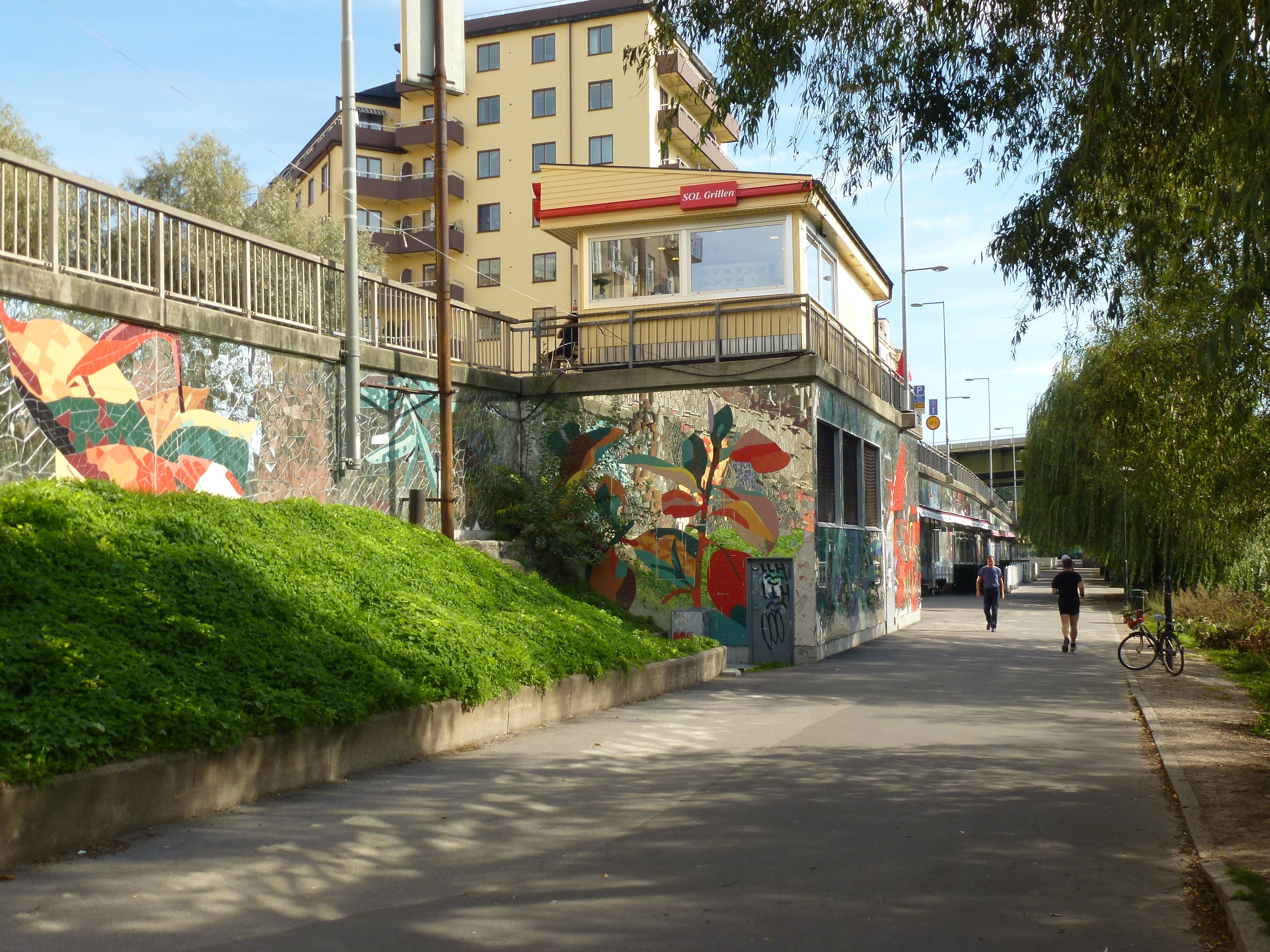
Promenadstigen längs Liljeholmsviken.
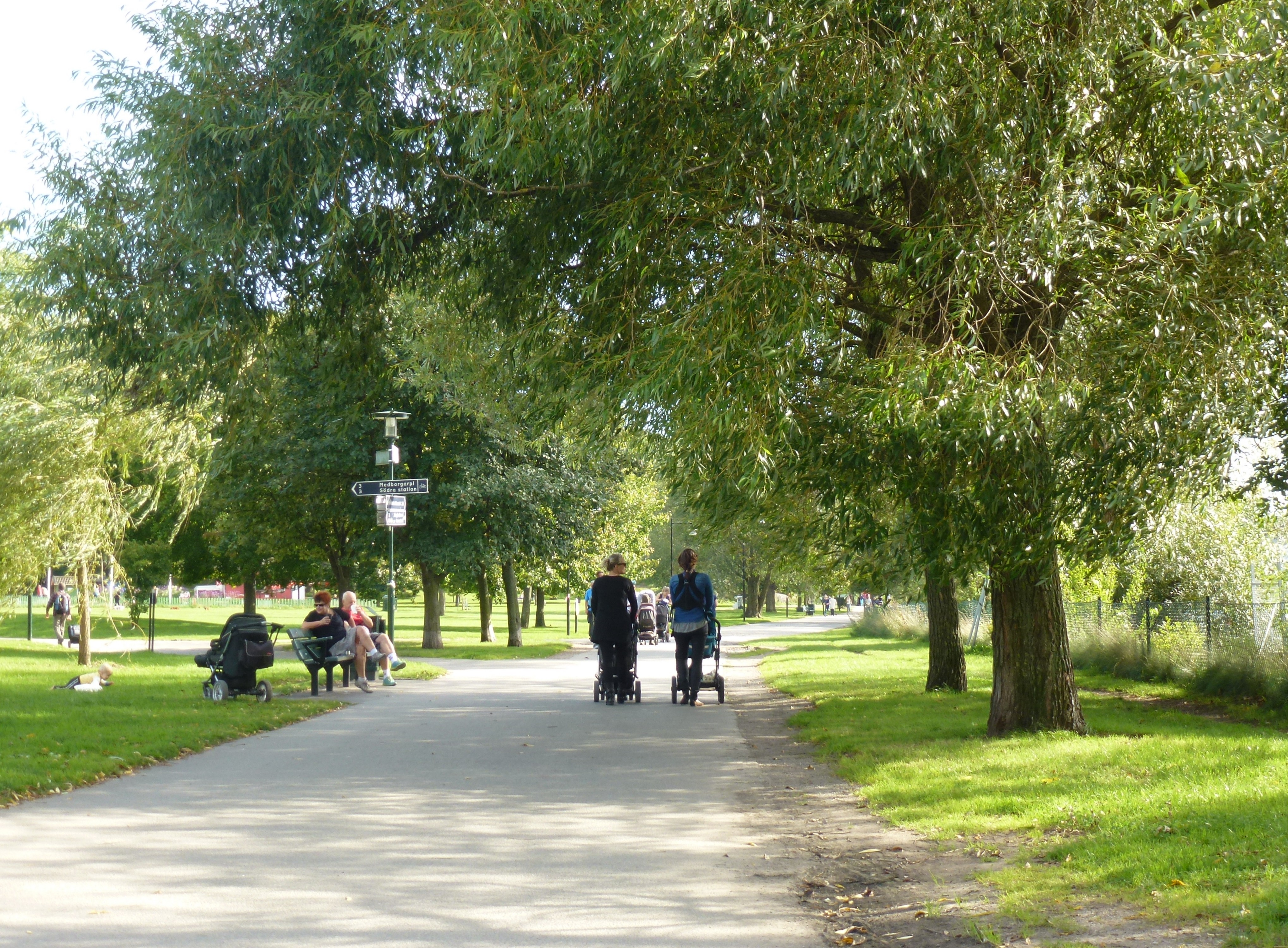
Promenadstigen längs Årstaviken.